# Royal Microscopical Society
Die Royal Microscopical Society (RMS) ist eine Gesellschaft, welche die Nutzung der Mikroskopie fördert. Ihre Gesellschaftsform ist Royal Charter, also eine Gesellschaft die durch königliches Privileg gegründet wurde.
1839 wurde die Microscopical Society of London als älteste auf Mikroskopie spezialisierte Gesellschaft der Welt gegründet und nannte sich nach Erhalt einer Royal Charter ab 1866 Royal Microscopical Society. Erster Präsident war 1839 Richard Owen, Schatzmeister Nathaniel Ward. Zu den folgenden Präsidenten zählten unter anderem John Thomas Quekett, und Dukinfield Henry Scott. Die Gesellschaft internationalisierte sich in den 1960er Jahren und diversifizierte in Interessengruppen, beispielsweise wurde 1965 die Electron Microscopy Section (Sektion für Elektronenmikroskopie) gegründet. 1967 zogen die RMS von London nach Oxford. Die RMS ist Mitglied der European Microscopy Society, und somit der International Federation of Societies for Microscopy (IFSM), sowie der Royal Society of Biology (RSB).
Ab 1841 gaben sie The Microscopical Journal heraus. Daraus wurde 1866 The Monthly Microscopical Journal, 1877 das Journal of the Royal Microscopical Society und 1969 das Journal of Microscopy. Ab 1966 erschienen die Proceedings der Gesellschaft, seit 2006 unter dem Titel infocus. Weiterhin werden die RMS Microscopy Handbooks herausgegeben. Weiterreichende Wirkungsfelder der RMS sind die fachliche Unterstützung der Ausbildung, etwa im Mikroskop-Verleih-Programm für allgemeinbildende Schulen, sowie die berufliche Weiterqualifikation (RMS-Diploma). Neben Anwendungen der Mikroskopie befasst sich die RMS mit deren Technik. Der am weitesten bekannte, von der Royal Microscopic Society gesetzte Standards gehören die 3 × 1 inch (26 × 76 mm) Objektträger sowie das MS-Mikroskop-Objektiv-Gewinde für Mikroskop-Objektive.
Die etwa 1400 Mitglieder der RMS arbeiten in verschiedenen Forschungsfeldern z. B. in medizinischen, physikalischen, Bio- und Geo-Wissenschaften, Amateur-Wissenschaftler mit eingeschlossen. Im Jahre 1885 wurde mit Marian Farquharson eine der ersten Frauen zum Fellow der RMS gewählt. Sie durfte jedoch zunächst nicht an Treffen und Abstimmungen teilnehmen und setzte sich daraufhin erfolgreich auch bei weiteren Gelehrtengesellschaften dafür ein, weiblichen Mitgliedern die Aufnahme und Mitwirkung zu ermöglichen. Nach dreijähriger Mitgliedschaft und Verdiensten um die RMS kann Mitgliedern die Fellowship (FRMS) verliehen werden. Höchste Ehrung der RMS ist der Status des Honorary Fellow (HonFRMS), der auf 65 Mitglieder beschränkt ist. Zu den verstorbenen HonFRMS zählten unter anderem Joseph Lister, Louis Pasteur, Ernst Abbe und Rudolf Virchow, sowie Philip, Duke of Edinburgh. Zu den gegenwärtigen HonFRMS zählen unter anderem: Peter B. Hirsch, Ewald Weibel, Archibald Howie, Calvin Quate, Shinya Inoué, Gerd Binnig, Nigel Unwin, John Meurig Thomas, Michael John Whelan, Sumio Iijima, Harald Rose, Michael Sheetz, Helen Saibil, Colin Humphreys, Xiaowei Zhuang, Petra Schwille, Eric Betzig, John Pethica, Wolfgang Baumeister, Stefan Hell und Joachim Frank.